# Toronto After Dark Film Festival
Toronto After Dark Film Festival este un festival de film care se organizează anual din 2006 în Toronto, Ontario, Canada. Festivalul premiază o selecție diversă de lungmetraje și scurtmetraje din întreaga lume, inclusiv noi lucrări din Asia, Europa și America de Nord, în genurile horror, SF, acțiune și film idol.

## Filme premiate

### Premiul principal
Premiul principal este premiul publicului pentru cel mai bun film din competiție.
- 2006 - În spatele măștii: Ascensiunea lui Leslie Vernon (Behind the Mask: The Rise of Leslie Vernon)
- 2007 : Alone
- 2008 : Legături de sânge (suedeză: Låt den rätte komma in)
- 2009 : Zombi naziști (norvegiană: Død snø)
- 2010 : Ultimul exorcism
- 2011 : Father's Day
- 2012 : Mahalaua înfruntă zombi (Cockneys vs Zombies)
- 2013 : The Battery
- 2014 : Zombi naziști 2
- 2015 : Demonul orb (Deathgasm)
- 2016 : Tren spre Busan
- 2017 : Trench 11
- 2018 : Anna and the Apocalypse
- 2019 : The Mortuary Collection[1]
- 2021: Seo Bok[2]

În 2020, din cauza pandemiei globale de COVID-19 în curs de desfășurare, cea de-a 15-a ediție a festivalului, care era programată în perioada 15-23 octombrie, a fost amânată.
Cea de-a 15-a ediție a Festivalului de Film Toronto After Dark a fost programată provizoriu la 14-17 octombrie 2021, ca o ediție hibridă, cu proiecții atât în persoană, cât și online.